# Die Todesschwester
Die Todesschwester (Originaltitel: Hermana Muerte) ist ein spanischer Horrorfilm von Regisseur Paco Plaza, der weltweit am 27. Oktober 2023 in das Programm von Netflix aufgenommen wurde. Es handelt sich um ein Prequel zu Verónica – Spiel mit dem Teufel aus dem Jahr 2017, in dem die Vorgeschichte der von Aria Bedmar verkörperten Titelfigur Schwester Narcisa näher beleuchtet wird.

## Handlung
Zehn Jahre nach Ende des Spanischen Bürgerkrieges wird die Novizin Narcisa im Jahr 1949 in das ehemalige Kloster Sant Jeroni de Cotalba in Valencia versetzt, das von Nonnen mittlerweile als Waisenhaus für Mädchen genutzt wird. In der Einrichtung soll Narcisa nicht nur ihr Ordensgelübde ablegen, sondern auch als Lehrerin tätig sein, nachdem ihre Vorgängerin Schwester Inés das Kloster unter nicht geklärten Umständen verlassen hatte. In ihren Gemächern findet Narcisa ein Bild der verstorbenen Schwester Socorro, das Schwester Inés offenbar aus den Unterlagen des Klosters entwenden konnte.
Schwester Narcisa beginnt in der Folgezeit, unter Albträumen und Horrorvisionen zu leiden. So hört sie merkwürdige Geräusche, entdeckt Strichmännchen an den Wänden und ist in ihrem Zimmer mit einem Stuhl konfrontiert, der immer wieder von alleine umzufallen scheint. Auch die Mädchen scheinen sich zunächst vor ihr zu fürchten, als sie ihren Namen an die Tafel schreiben möchte. Mit der Zeit kann sie zu den Kindern jedoch eine vertraute Beziehung aufbauen, wobei sie sich insbesondere zu der ängstlichen Rosa verbunden fühlt.
Rosa wird eines Nachts von Schwester Julia beschuldigt, ihrer Mitschülerin Elvirita Haare im Schlaf abgeschnitten zu haben. Rosa beteuert zwar ihre Unschuld und gibt an, im Bad ein Geistermädchen gesehen zu haben, wird zur Strafe allerdings trotzdem eingesperrt. Schwester Narcisa geht den mysteriösen Vorkommnissen daraufhin nach und glaubt dem Mädchen schließlich, da sie sich nur so ihre eigenen Visionen erklären kann. Von Rosa wird sie allerdings auch davor gewarnt, dass dies Schwester Inés einst zum Verhängnis wurde.
Um das Geistermädchen ebenfalls sehen zu können, vollendet Narcisa eines der Strichmännchen an der Wand. Der Plan missglückt jedoch und Rosa verschwindet spurlos, ehe sie erhangen aufgefunden wird. Schwester Julia macht Narcisa für die Vorkommnisse mitverantwortlich und legt ihr einen Abschied aus dem Kloster nahe, dem die Novizin nachkommen möchte. Als es während ihrer Abreise zu einer Eklipse kommt, schaut Narcisa mit Absicht minutenlang direkt in die Sonne, erblindet so, erhält aber auch Visionen aus der Vergangenheit.
Narcisa sieht, wie Schwester Socorro einst im Spanischen Bürgerkrieg vergewaltigt wurde und daraufhin ein Kind gebar, das vom Klostervorstand unter Leitung der Mutter Oberin verschwiegen wurde. Das Kind erkrankte schließlich und verstarb, da die Mutter Oberin medizinische Hilfe von Außen verweigerte. Schwester Socorro beging im Anschluss Suizid und spukt seit jeher auf der Suche nach ihrem Kind durch das Kloster. Von dieser Geschichte berührt, beschließt Narcisa, Schwester Socorro in der Vergangenheit zu befreien und mit ihrer Tochter wiederzuvereinigen. Die untote Ordensschwester knüpft sich daraufhin die Mutter Oberin und Schwester Julia vor und bringt beide für ihre Beteiligung an der Vertuschung um.
Im Jahr 1991 arbeitet Schwester Narcisa als Nonne an einer Schule und wird dort von der Schülerin Verónica als „Todesschwester“ bezeichnet.

## Produktion
Der Horrorfilm Verónica – Spiel mit dem Teufel konnte nach seiner Veröffentlichung im Jahr 2017 nicht nur über 3,5 Millionen Euro an den spanischen Kinokassen einspielen und sieben Goya-Nominierungen verzeichnen, sondern wurde vereinzelt auch zu einem der gruseligsten Filme aller Zeiten stilisiert. Der Regisseur Paco Plaza kündigte daraufhin im März 2022 das Prequel Die Todesschwester für Netflix an, in dem die Hintergrundgeschichte der in Verónica von Consuelo Trujillo verkörperten Nonne näher beleuchtet werden sollte. Bereits zur Heimkinoveröffentlichung von Verónica erschien ein vom Zeichner „El Torres“ verfasster Comic über die Figur, der den Filmemacher dazu veranlasste, ihre Vergangenheit weiter erforschen zu wollen. Das Drehbuch verfassten Plaza und Jorge Guerricaechevarría, während Enrique López Lavigne, Diego Suárez Chialvo und Pablo Cruz für El Estudio als Produzenten fungierten.
Für die Titelrolle der jungen Novizin Narcisa wurde Aria Bedmar verpflichtet. Zur erweiterten Hauptbesetzung gehörten auch Maru Valdivielso, die bereits an Verónica in einer anderen Rolle mitgewirkt hatte, und Almudena Amor, die zuvor in Plazas Spielfilm La Abuela – Sie wartet auf dich die Hauptrolle verkörperte. Als Nebendarsteller waren unter anderem Luisa Merelas, Chelo Vivares, die Schwestern Sara und Olimpia Roch, Adriana Camarena, Marina Delgado sowie Claudia Fernández Arroyo tätig. Daneben kehrten Sandra Escacena und Consuelo Trujillo für die Schlussszene in ihre aus Verónica bekannten Rollen zurück.
Die neunwöchigen Dreharbeiten mit Kameramann Daniel Fernández Abelló erfolgten im Frühjahr 2022 in der Valencianischen Gemeinschaft. Dort diente das 1388 von Eremiten erbeute Kloster Sant Jeroni de Cotalba als Schauplatz und Kulisse. Im heutigen Kulturgut wurden rund 90 % des Films gedreht; weitere Aufnahmen entstanden in Madrid. Untypisch für Horrorfilme setzte Regisseur Plaza dabei zumeist auf helle Szenen mit Tageslicht, da er den Schrecken durch die Phantasie des Zuschauers und nicht durch die Abwesenheit einer Lichtquelle erzeugen wollte. Gleichzeitig sollte sich Die Todesschwester so auch von der Gothic-Ästhetik populärer Nonnenfilme entfernen und durch die weiße Farbe des Mittelmeerraums eine gewisse Lokalität bekommen. Der Prolog wurde dabei auf 16-mm-Film gedreht, während die restlichen Szenen im 4:3-Format aufgenommen wurde.
Ein Trailer zum Film erschien am 27. September 2023. Die Weltpremiere erfolgte am 5. Oktober 2023 als Eröffnungsfilm des Sitges Festival Internacional de Cinema Fantàstic de Catalunya. Im Anschluss wurde Die Todesschwester weltweit am 27. Oktober ins Programm von Netflix aufgenommen.

## Synchronisation
Die deutschsprachige Synchronisation entstand nach einem Dialogbuch von Max Herzog und unter der Dialogregie von Maurice Taube bei VSI Synchron.
| Rolle                     | Darsteller               | Synchronsprecher    |
| ------------------------- | ------------------------ | ------------------- |
| Schwester Narcisa         | Aria Bedmar              | Moira May           |
| Schwester Julia           | Maru Valdivielso         | Sabine Arnhold      |
| Mutter Oberin             | Luisa Merelas            | Sabine Walkenbach   |
| Schwester Socorro Albelda | Almudena Amor            | Lea Kalbhenn        |
| Schwester Sagrario        | Chelo Vivares            | Sabina Trooger      |
| Rosa                      | Sara Roch                | Saskia Glück        |
| Elvirita                  | Olimpia Roch             | Magdalena Montasser |
| Ana María                 | Adriana Camarena         | Milena Rybiczka     |
| Marina                    | Marina Delgado           | Joone Dankou        |
| Vinyet                    | Claudia Fernández Arroyo | Julia Fehr          |
| Schwester Tere            | Arantza Vélez            | Leni Leßmann        |

## Kritiken
Die Todesschwester konnte 82 % der 17 bei Rotten Tomatoes gelisteten Kritiker überzeugen und erhielt dabei eine durchschnittliche Bewertung von 7 von 10 Punkten.
Zu einem positiven Gesamturteil kommt Elsa Fernández-Santos in ihrer Filmkritik für die spanischen Tageszeitung El País, in der sie Die Todesschwester als eine der besten Regiearbeiten von Paco Plaza bezeichnet. Von Beginn an erzeuge der Filmemacher dabei einen Raum voller heidnischer Mythen und religiöser Bilder, wobei er auf einfache, aber verstörende und fast abstrakte visuelle Elemente setze. Das solide Drehbuch von Jorge Guerricaechevarría vermische zeitgleich Realität und Traum, während Hauptdarstellerin Aria Bedmar ihre Figur Schwester Narcisa herzzerreißend spiele. Auch die Verbindung zu Verónica – Spiel mit dem Teufel im Epilog beurteilt Fernández-Santos als gelungen.
Auch Miguel Ángel Romero vom Filmmagazin Cinemanía hebt die schauspielerische Leistung von Aria Bedmar positiv hervor und gibt an, dass sie der Originaldarstellerin Consuelo Trujillo aus Verónica alle Ehre mache. Abseits dessen könne Regisseur Paco Plaza die Erwartungen des Publikums erfüllen und seine innovativen Qualitäten erneut unter Beweis stellen, wenn er die übliche Dunkelheit des Horrorkinos gegen Tageslicht eintausche. Auch das Drehbuch von Jorge Guerricaechevarría und die Kameraarbeit von Daniel Fernández Abelló würden positiv hervorstechen.

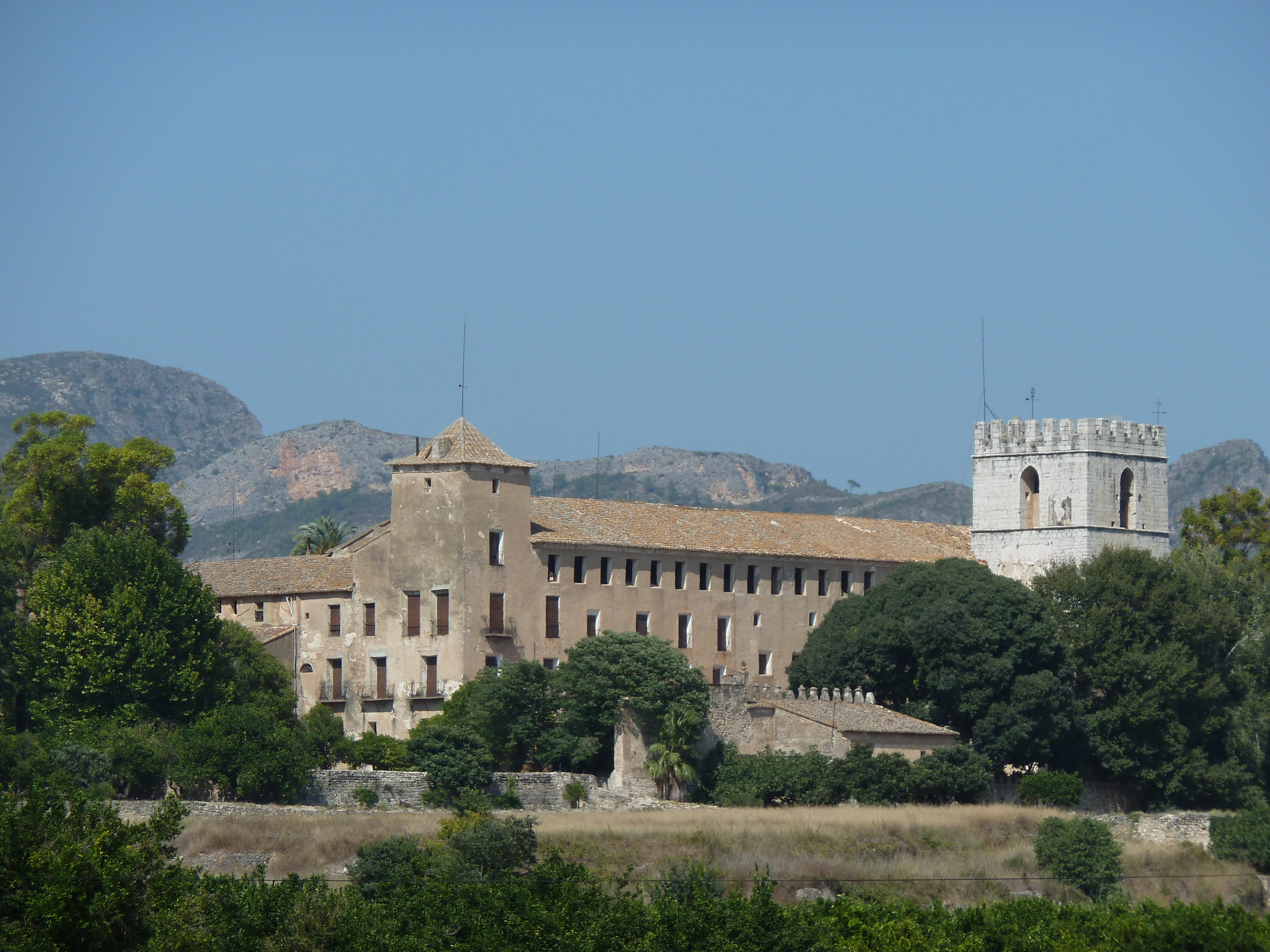
Das Kloster Sant Jeroni de Cotalba

Lobende Worte findet auch Jan Jekal von der Berliner Zeitung, für den Die Todesschwester ein raffiniert inszenierter Horrorfilm sei. Mit dem Werk entferne sich Regisseur Paco Plaza maximal von einer anrüchigen B-Movie-Ästhetik und präsentiere stattdessen einen kunstsinnigen, geschmackvollen Film mit einer stylischen Arthouse-Sensibilität im Stile von Ari Aster oder Robert Eggers. Dabei setze er mehr auf Stimmung als auf Schockeffekte, wisse das Publikum aber trotzdem zu verängstigen und inszeniere das zentrale Kloster so effektiv als klaustrophobischen Ort. Der Slow-Burn-Ansatz steigere die Intensität wirkungsvoller Momente ohne Eile und kulminiere schließlich in einem „tadellosen Crescendo aus blasphemischen Schreckensvisionen“, auch wenn die Effektivität dieses psychologischen Horrors stark von der Empfänglichkeit des Zuschauers abhänge. Die Prequel-Charakteristik in Bezug auf Verónica beurteilt Jekal gleichzeitig als reines Marketing, denn Vorwissen werde für Die Todesschwester nicht benötigt, um Spaß zu haben.
Enttäuscht zeigt sich hingegen Mireia Mullor von Digital Spy, für die sich Die Todesschwester wie eine verpasste Chance anfühle. Der visuell elegante Versuch einer Erkundung des Glaubens habe zwar einige Tricks auf Lager, werde Verónica insgesamt aber nicht gerecht. Der Film punkte dabei mit einer von Ein Kind zu töten… (1976) inspirierten Ästhetik und verwandle Bilder der katholischen Kirche so in einen prächtigen Albtraum. Der Arthouse-Ansatz werde jedoch durch eindimensionale Charaktere und oberflächige Auseinandersetzungen mit komplexen Themen zerstört. Die zuvor raffinierte Charakterstudie ende so in einer Reihe fragwürdiger Entscheidungen, ehe eine schlampige Abfolge von Enthüllungen den Film wie ein Kartenhaus zusammenfallen lasse.